# Fraates I
Fraates I var kung av Partherriket 176–171 f.Kr. Han ingick i arsakidernas dynasti. 